# Грич (Рибница)
Грич (словен. Grič) је насељено место у општини Рибница, регија Југоисточна Словенија, Словенија.

## Историја
До територијалне реорганизације у Словенији био је у саставу старе општине Рибница.

## Становништво
У попису становништва из 2011. године, Грич је имао 349 становника.
| Број становника према пописима | Број становника према пописима | Број становника према пописима |
| ------------------------------ | ------------------------------ | ------------------------------ |
| 1991                           | 2002                           | 2011                           |
| 283                            | 321                            | 349                            |

Напомена: Године 1985. настала издвајањем дела из насеља Долењи Лази.